# Back for Good (песня Take That)
«Back for Good» — песня британской группы Take That из третьего студийного альбома Nobody Else (1995).
Автор песни Гэри Барлоу, он же спродюсировал запись (при участии Криса Портера) и исполнил основную вокальную партию.
Песня достигла 1 строчки в UK Singles Chart и стала большим международным хитом — в частности, она достигла 7 места в американском Billboard Hot 100. В Великобритании песня стала уже шестым хитом номер 1 для Take That, в то время как в США она стала (да и поныне остаётся) для группы единственным хитом не только в первой десятке, но и в топ-40.
Премьера песни состоялась на церемонии вручения премий BRIT Awards 1995 года. Песня была встречена с таким восторгом, что выпуск сингла был сдвинут на более раннюю дату и, более того, уже за 6 недель до релиза песня уже попала в ротацию на радиостанции (беспрецедентный на тот момент случай).
В первую неделю продаж сингл разошёлся в Великобритании тиражом в 350000 экземпляров (рекордные за 10 лет недельные продажи сингла). Всего в Великобритании было продано 959,582 копий, что является наибольшим коммерческим успехом группы.
На церемонии В 1996 году песня получила премию BRIT Award в номинации «Лучший сингл». Также песня получила две премии Айвора Новелло.

## История создания
Как пишет сайт Songfacts, «Гэри Барлоу писал эту песню на мам и пап, а также фанатов группы подросткового возраста».
Ходили слухи, что песню «Back for Good» тайно помог написать Барри Гибб из группы Bee Gees. В 2013 году эта тема всплыла во время его интервью газете The Guardian, и он сказал, что это не так и что он даже «никогда не слышал» этой песни.